# Аніноаса (Ковасна)
Аніноаса (рум. Aninoasa) — село у повіті Ковасна в Румунії. Входить до складу комуни Реч.
Село розташоване на відстані 153 км на північ від Бухареста, 14 км на схід від Сфинту-Георге, 32 км на північний схід від Брашова.

## Населення
За даними перепису населення 2002 року у селі проживали 419 осіб.
Національний склад населення села:
| Національність | Кількість осіб | Відсоток |
| -------------- | -------------- | -------- |
| угорці         | 413            | 98,6%    |
| румуни         | 5              | 1,2%     |

Рідною мовою назвали:
| Мова      | Кількість осіб | Відсоток |
| --------- | -------------- | -------- |
| угорська  | 414            | 98,8%    |
| румунська | 5              | 1,2%     |